# Skyggens lærling
Skyggens Lærling (engelsk: Ranger's Apprentice) er en fantasyromanserie på 18 bøger af forfatteren John Flanagan, der har også skrevet Våbenbrødre, som foregår i samme verden. Det første bind i serien blev udgivet den 1. november 2004, mens det sidste er udkommet i 2024.
Skyggens Lærling har solgt over tre millioner eksemplarer i flere end 16 lande. Alle atten bind er oversat til dansk.
Serien handler om den forældreløse dreng Will og hans vilde eventyr, sammen med sin mentor Halt, Horace, Alyss, prinsesse Cassandra (Evanlyn), den frække hest Tug og mange andre figurer, som man møder gennem bøgerne. Han er 15 år, og bor sammen med en gruppe af andre forældreløse børn. Man følger hans udvikling fra lærling til ranger og til sidst selv mentor.

## Bøger i serien
1. Gorlans Ruiner (The Ruins of Gorlan)
2. Den Brændende Bro (The Burning Bridge)
3. Det Vinterfrosne Land (The Icebound Land)
4. Pagten med Skandierne (Oakleaf Bearers)
5. Troldmanden i Nord (The Sorcerer in the North)
6. Belejringen af Macindaw (The Siege of Macindaw)
7. Løsepenge (Erak's Ransom)
8. Clonmels Konger (The Kings of Clonmel)
9. Halt i Livsfare (Halt's Peril)
10. Kejseren af Nihon-Ja (The Emperor of Nihon-Ja)
11. De Tabte Historier (The Lost Stories)
12. Kongens Ranger (The Royal Ranger)
13. Røde Ræv Klanen (The Red Fox Clan)
14. Duellen i Araluen (Duel at Araluen)
15. Den Forsvunde Prins (The Missing Prince)
16. Flugten fra Falaise (Escape from Falaise)
17. Arazans Ulve (Arazan’s Wolves)
18. Bagholdet ved Sorato (Valley of Sort)

| Bog | Spire Denne artikel om bøger og tidsskrifter er en spire som bør udbygges. Du er velkommen til at hjælpe Wikipedia ved at udvide den. |